# Cesare Carnevali
Cesare Carnevali (Reggio Emilia, Italia, hacia 1760 -?, 1841), escenógrafo italiano activo en Barcelona a principios del siglo XIX.

## Formación
Se formó con el maestro Francesco Fontanesi y marchó a trabajar en el Teatro Imperial de San Petersburgo bajo las órdenes de Pietro Gonzaga. En 1800 viajó con su amigo Giuseppe Lucini a Barcelona, donde amplió su formación con Bonaventura Planella i Pau Rigalt y trabajó para decorar el primer teatro de ópera de la ciudad, entonces llamado Teatro de la Santa Cruz y actual Teatro Principal . Más adelante marchó a París para trabajar en el Théâtre de l'Odeon.
En los fondos del Museo Nacional de Arte de Cataluña se conserva un dibujo suyo, Interior d'una pressó.